# Xiandian
Xiandian (kinesiska: 鲜店乡, 鲜店) är en socken i Kina. Den ligger i provinsen Sichuan, i den sydvästra delen av landet, omkring 230 kilometer öster om provinshuvudstaden Chengdu. Antalet invånare är 8 731. Befolkningen består av 4 082 kvinnor och 4 649 män. Barn under 15 år utgör 16,0 %, vuxna 15-64 år 68 %, och äldre över 65 år 15,0 %.
Genomsnittlig årsnederbörd är 1 418 millimeter. Den regnigaste månaden är juli, med i genomsnitt 272 mm nederbörd, och den torraste är december, med 6 mm nederbörd.